# Semjon Semjonowitsch Masaraki

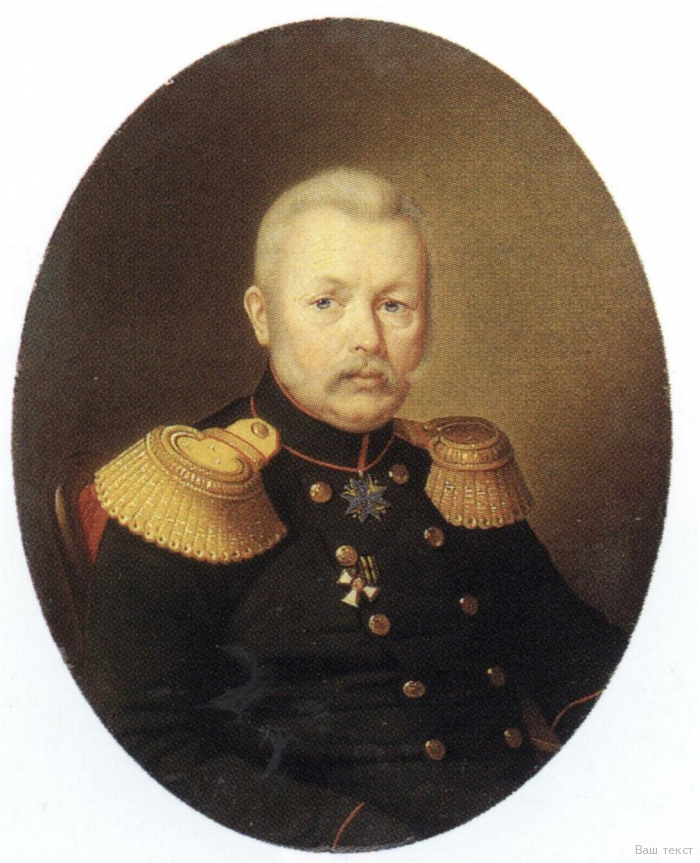
Semjon Semjonowitsch Masaraki (Porträt von S. K. Sarjanko)

Semjon Semjonowitsch Masaraki (russisch Семён Семёнович Мазараки; * 23. Julijul. / 3. August 1787greg. in Talalajiwka, Ujesd Romny; † 8. Oktoberjul. / 20. Oktober 1854greg. in St. Petersburg) war ein russischer Artilleriegeneralleutnant und Waffenfabrikant.

## Leben
Masaraki stammte aus einer alten wohlhabenden Adelsfamilie polnischer Herkunft. Er absolvierte das 2. St. Petersburger Kadettenkorps, aus dem er 1805 zur Artillerie kam. 1806 und 1807 nahm er im Vierten Koalitionskrieg gegen Frankreich am Feldzug in Ostpreußen teil, wobei er sich in der Schlacht bei Preußisch Eylau auszeichnete. Bei den Kämpfen während des Russlandfeldzuges 1812 zeichnete er sich wieder aus, wofür er den Orden der Heiligen Anna IV. Klasse und den Orden des Heiligen Wladimir IV. Klasse mit Schleife erhielt. Im anschließenden Sechsten Koalitionskrieg verdiente er sich 1813 den Orden der Heiligen Anna II. Klasse und den preußischen Orden Pour le Mérite. 1814 bei der Belagerung von Soissons öffnete er durch Zerschießen des Tors den Weg in die Stadt, wofür er den Orden des Heiligen Georg IV. Klasse erhielt. 1820 wurde er Oberst und 1829 Generalmajor.
In Woronesch heiratete Masaraki Anna Iljinitschna (1795–1870), Tochter des Publizisten Ilja Nikolajewitsch Debolzew. Hier wurden auch ihre Kinder geboren: Semjon (1823–1888), Ilja (1824– nach 1862), Nikolai (1825–1873). Alexander (1828–nach 1910) und Andrian (1835–1906).
1834 wurde Masaraki Chef der Pulverfabrik Kasan, die er bis 1836 leitete. 1837 erhielt er den (russischen) Sankt-Stanislaus-Orden II. Klasse mit Stern. 1839 wurde er Kommandeur der Waffenfabrik Sestrorezk. Er baute eine Werkstatt auf für die Herstellung von Prototypen von Waffen, die dann in anderen Fabriken in Serie hergestellt wurden. Dort entwickelte er auch die Herstellungsverfahren gezogener Läufe. 1845 wurde er Generalleutnant und 1847 auf allerhöchsten Befehl Beisitzer des Artillerie-Departments des Kriegsministeriums.
Masaraki wurde auf dem Friedhof des Alexander-Newski-Klosters in St. Petersburg begraben.